# Stor-Snägden (Timrå socken, Medelpad)
Stor-Snägden är en sjö i Timrå kommun i Medelpad och ingår i Indalsälvens huvudavrinningsområde. Sjön är 16,1 meter djup, har en yta på 0,175 kvadratkilometer och befinner sig 155,4 meter över havet. Vid provfiske har abborre, ruda och öring fångats i sjön.

## Delavrinningsområde
Stor-Snägden ingår i det delavrinningsområde (693776-157551) som SMHI kallar för Utloppet av Stor-Snägden. Medelhöjden är 185 meter över havet och ytan är 1,57 kvadratkilometer. Det finns inga avrinningsområden uppströms utan avrinningsområdet är högsta punkten. Vattendraget som avvattnar avrinningsområdet har biflödesordning 4, vilket innebär att vattnet flödar genom totalt 4 vattendrag innan det når havet efter 15 kilometer. Avrinningsområdet består mestadels av skog (88 procent). Avrinningsområdet har 0,18 kvadratkilometer vattenytor vilket ger det en sjöprocent på 11,3 procent.